# Transtorno ligado à angústia de separação
Transtorno de ansiedade de separação (TAS) ou transtorno ligado à angústia de separação é um transtorno de ansiedade caracterizado por intenso medo e estresse quando o indivíduo é separado de sua casa e das pessoas a quem o indivíduo tem uma forte ligação emocional (por exemplo, dos pais, um cuidador ou irmãos). É comum em crianças em idade pré-escolar em adolescentes, mas pode persistir até a idade adulta. A ansiedade de separação é uma parte natural do processo de desenvolvimento e indica saudável desenvolvimento emocional da criança no primeiro mês, não é qualquer ansiedade de separação que deve ser considerado um desenvolvimento de problema comportamental, apenas as persistentes, desproporcionais e prejudiciais.
De acordo com a Associação Americana de psiquiatria, transtorno de ansiedade de separação é uma excessiva expressão de medo e angústia, sempre que pressionado a separação da casa ou de um ente querido. A ansiedade expressada deve ser desproporcional ao esperado nível de desenvolvimento e idade. A ansiedade causa impactos negativos significativos nas áreas do social e do funcionamento emocional, na vida familiar e na saúde física do indivíduo. A duração deste problema deve persistir por pelo menos quatro semanas em menores de 18 anos de idade ou mais de 6 meses em adultos para que seja feito esse diagnóstico, como especificado pelo DSM-5. A gravidade dos sintomas inclui antecipação do desconforto, receio de perder-se, necessidade constante de verificar o bem-estar dos entes querido e intensa angústia no momento da separação.
Sem o tratamento adequado para aprender a lidar com a intensa ansiedade de um modo mais saudável frequentemente evolui para outros transtornos de ansiedade (Transtorno de ansiedade generalizada, Fobia social, Transtorno do pânico), transtornos do humor (depressão maior ou distimia) e desordem do sono (insônia, terror noturno ou pesadelos).

## Causas
Os fatores que contribuem para o distúrbio incluem uma combinação e interação de fatores biológicos, cognitivos, ambientais, de temperamento infantil e comportamentais. Algumas crianças já nascem tímidas, ansiosas e ser angustiam ao serem separadas dos pais muito mais do que as outras. Entre gêmeos idênticos 73% compartilham essa ansiedade de separação. Por outro lado, eventos estressantes como morte de entes queridos, mudança de escola ou de casa, divórcio dos pais, doenças e acidentes podem desencadear esse transtorno em indivíduos previamente bem adaptados. Em adultos tímidos é mais comumente classificada como agorafobia, fobia social ou transtorno de ansiedade generalizada.

## Sinais e sintomas
Os problemas de curto prazo mais visíveis resultantes dessa angústia são:
- Recusar-se a ir a escola, universidade ou trabalho;
- Declínio progressivo do desempenho;
- Dificuldade para socializar e fazer amigos;
- Conflito dentro da família;
- Dificuldade em dormir só;
- Medo irracional de perder os entes queridos;
- Dor de cabeça, mal estar, náusea e vômito quando pressionado a sair sem um ente querido.

## Diagnóstico
Para ser diagnosticado com TAS, deve-se exibir pelo menos 3 dos seguintes critérios, por mais de quatro semanas em menores de 18 anos ou mais de seis meses em maiores de 18 anos:
- Sofrimento excessivo e recorrente ao antecipar ou experimentar a separação de casa ou de entes queridos
- Preocupação persistente e excessiva em perder entes queridos ou de possíveis danos a eles, como doenças, ferimentos, desastres ou morte
- Preocupação persistente e excessiva em experimentar um evento desagradável (por exemplo, se perder, ser seqüestrado, sofrer um acidente, adoecer) por causa da separação do ente querido
- Relutância persistente ou recusa em sair de casa para ir na escola, ao trabalho ou outro lugar sem o ente querido
- Medo persistente e excessivo ou relutância em ficar sem seus entes queridos em casa ou em outros ambientes
- Relutância persistente ou recusa em dormir fora de casa ou ir dormir sem estar perto de uma grande figura de apego
- Pesadelos repetidos envolvendo o tema da separação
- Reclamações repetidas de sintomas físicos (por exemplo, dores de cabeça, dores de estômago, náuseas, vômitos...) pouco antes ou enquanto está separado dos seus entes queridos

Angústia de separação é normal antes dos 2 anos de idade, esse diagnóstico é exclusivamente para maiores de 2 anos. Autismo ou Esquizofrenia excluem esse diagnóstico.

## Tratamento
O tratamento de primeira eleição é uma psicoterapia que inclua o ente querido. A Terapia cognitivo-comportamental e a terapia analítico-comportamental, treinam e ensinam o indivíduo e seu(s) ente(s) querido(s) como lidar com a ansiedade e com a separação. Na TCC há cinco componentes que devem ser ensinados ao paciente com TAS:
- Reconhecer seus sentimentos, medos e comportamentos
- Identificar quais situações que provocam comportamentos ansiosos
- Desenvolver um plano de enfrentamento com reações apropriadas às situações
- Praticar essas situações, da menos estressante para a mais estressante
- Avaliar a eficácia do plano de enfrentamento

Quando a psicoterapia não é suficiente, o psiquiatra pode prescrever o uso de um antidepressivo Inibidor seletivo de recaptação de serotonina, por seu efeito calmante tanto para crianças e adultos. Tanto sertralina ou fluvoxamina demonstraram ser melhores que placebo no tratamento da TAS.